# Escuadrón de Exploración de Caballería Blindado 2
El Escuadrón de Exploración de Caballería Blindado 2 "Dragones Coronel Zelaya" (Esc Expl C Bl 2) es una subunidad independiente del Ejército Argentino con asiento en la guarnición militar de Gualeguaychú y perteneciente a la II Brigada Blindada.

## Historia
En la reestructuración del Ejército 1964, fue activado el Escuadrón de Exploración de Caballería Blindado 2 con fuerzas del Regimiento de Caballería 3 de Gualeguaychú, y con dependencia orgánica de la II Brigada de Caballería Blindada. Como elemento de exploración, en 1970 recibió blindados de exploración Mowag Grenadier de origen suizo.
En 1979 fue trasladado a la guarnición militar de Concordia, y en 1985 fue disuelto.
Por resolución superior del 10 de diciembre de 2021 quedó disuelto el Regimiento de Caballería de Exploración 12 y en el acto fue reactivado el Escuadrón de Exploración de Caballería Blindado 2, en la misma guarnición y con dependencia de la II Brigada Blindada, organizado, equipado e instruido como elemento de exploración de la gran unidad de combate.
Su nombre histórico evoca al coronel de caballería Cornelio Zelaya, guerrero de la Independencia y las guerras civiles.